# Кеттенхаузен
Кеттенхаузен (нем. Kettenhausen) — община в Германии, в земле Рейнланд-Пфальц. 
Входит в состав района Альтенкирхен-Вестервальд. Подчиняется управлению Альтенкирхен.  Население составляет 271 человек (на 31 декабря 2010 года). Занимает площадь 1,68 км².